# Carleton (métro léger d'Ottawa)
Pour les articles homonymes, voir Carleton.
Carleton est une station de train léger située à Ottawa, Ontario (Canada). Station la plus fréquentée de la ligne 2 du réseau O-Train, elle est située sur le campus de l'Université Carleton.

## Emplacement
Située sur l'isthme entre le canal Rideau et la rivière Rideau, au centre du campus de l'université Carleton. En plus de l'institution d'enseignement, la station dessert l'ouest du Vieil Ottawa-Sud dans le district Capitale (en).

## Histoire

### Toponymie
La station est nommée d'après l'université adjacente, qui elle-même tient son nom de Guy Carleton, militaire, premier baron Dorchester, deuxième gouverneur de la Province de Québec et premier gouverneur général de l'Amérique du Nord britannique.

### Construction
Les travaux d'immobilisation pour l'ensemble du projet pilote d'O-Train entraînent une dépense de 21 M$ pour la ville d'Ottawa,. La station est inaugurée le 15 octobre 2001,. Après un an de service, Carleton est la station la plus achalandée de la ligne.
En 2014, des travaux majeurs sont annoncés pour améliorer la ligne, notamment en ajoutant des édicules munis de salle de contrôle aux stations. Les salles de contrôles comprennent des portillons d'accès avec lecteur de carte à puce permettant l'introduction d'un nouveau mode de paiement. Les édicules sont inaugurés en novembre 2017. Les travaux d'amélioration à la ligne comprennent aussi l'ajout d'une œuvre d'art à la station en 2015, financée en partie par un programme d'art public de la ville d'Ottawa,.

## Aménagement
Les quais latéraux de la station sont érigés au niveau des rues environnantes. Chaque quai est accessible par son propre édicule comprenant une salle de contrôle munie de tourniquets. Depuis les édicules, deux rampes d'accès convergent dans un tunnel sous les voies qui permet de passer d'un quai à l'autre.
L'œuvre d'art public de la station est une sculpture d'aluminium réalisée par Stuart Kinmond. Une série d'o stylisés inspirés du logo d'OC Transpo évoquent le mouvement et le déplacement des trains,.